# Hinterberg (Gemeinde Böheimkirchen)
Hinterberg ist eine Ortschaft und Katastralgemeinde in der Marktgemeinde Böheimkirchen, Niederösterreich.

## Geografie
Das Dorf Hinterberg befindet sich einen Kilometer nordöstlich von Böheimkirchen, knapp nördlich von Lanzendorf und ist über die Landesstraße L5161 erreichbar. Am 1. Jänner 2024 zählte das Dorf 67 Einwohner.

## Geschichte
Im Franziszeischen Kataster von 1821 ist Hinterberg als Straßendorf mit einigen großen und mehreren kleinen Anwesen verzeichnet.